# Raionul Lîpoveț, Vinnița
Lîpoveț (în ucraineană Липовецький район, transliterat: Lîpovețkîi raion) este un raion în regiunea Vinnița, Ucraina. Reședința sa este orașul Lipovăț.

## Demografie
Componența lingvistică a raionului Lîpoveț
     Ucraineană (98,78%)
     Rusă (1,08%)
     Alte limbi (0,09%)
Conform recensământului din 2001, majoritatea populației raionului Lîpoveț era vorbitoare de ucraineană (98,78%), existând în minoritate și vorbitori de rusă (1,08%).